# 香港城邦自治

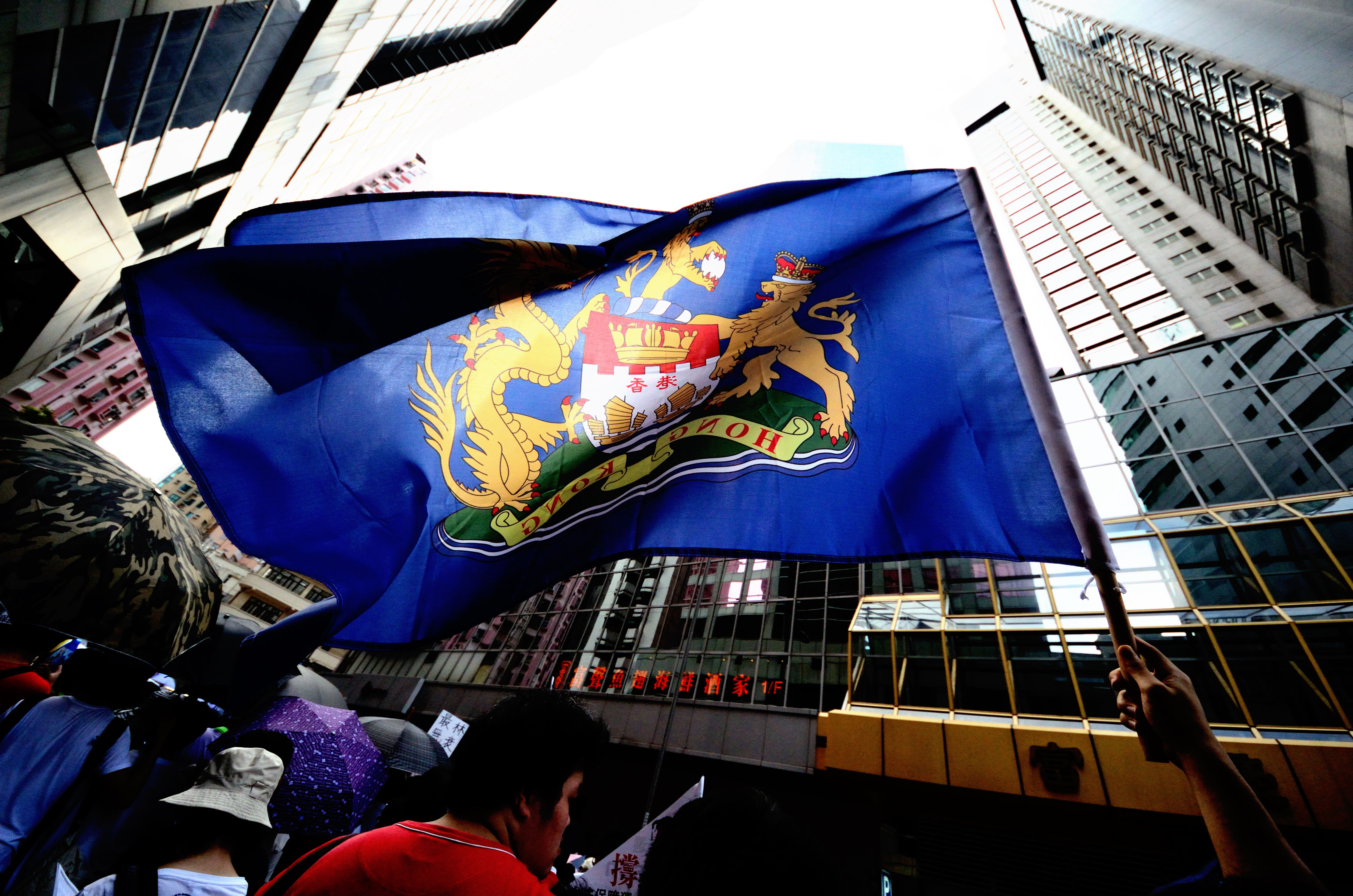
2011年七一遊行中的龍獅旗

香港城邦自治（英語：Hong Kong City State Autonomy）是香港修憲派的政治理念，建基於香港學者陳云根所編著的《香港城邦論》，認為香港是「華夏文化圈」中的城邦。主張香港在《基本法》和一國兩制大前提下，應享有真正的自治權利，並非主張香港獨立。陳云根本為運動的提倡者及顧問，但於2013年6月13日，香港自治運動組織宣布與陳云根終止合作關係，原因未有解釋。。現時多數的泛民主派及自決派皆爭取香港有真正的自治及真普選，而非支持香港獨立。

## 目標
- 普選行政長官與立法會議員。
- 香港政府制定政策時，以香港人需要與長遠利益為依歸。
- 規劃長遠房屋與土地政策，讓香港人安居樂業。
- 重振香港工業，復興香港農業。
- 重新制定移民政策，收回中國大陸移民審批權。
- 檢討基本法行憲以來之得失，完善憲政。
- 捍衞香港城邦。拒绝宜居灣等大陸化政策，以及德育及國民教育科。
- 制定香港語言政策，捍衛香港文化。
- 檢討貨幣本位與金融政策，鞏固財政主權。

## 徽號

龍獅旗

龍獅香港旗是香港自治運動的代表旗幟，旗幟構圖帶有經修改加上漢字「香港」二字的英殖時期香港盾徽。據香港自治運動的介紹，於原有香港盾徽中加入「香港」兩字是象徵同時繼承中華及英國文化，而以象徵自由的貴族藍作為底色是代表香港以本土為家，自立自治。而龍獅旗提倡的是普選特首、港人自治、法治及廉潔。

## 背景
2011年5月下旬，香港學者陳雲撰文指出六四事件啟動了香港人對中國的驚恐（China Fear），而民主派則提出「民主抗共論」為香港人定驚，但是其認為「五區公投」令民主進程受到挫折，民主黨因為「大中華情意結」，除了口頭上支持「建設民主中國」和「平反六四」，行動上卻未能夠以香港本土利益為先，等同投向中國共產黨。陳雲說：「中共不會害怕一群向它哀求民主的港人，它現在變得更高傲了，連敷衍也懶得做。」他認為沒有香港自治的目標，香港人不會看到希望，香港的民主運動不會有持久力，並且表示香港要準備好自治的決心，鞏固香港的政治底盤。5月30日，網民在社交網站Facebook成立「香港自治運動」的專頁。

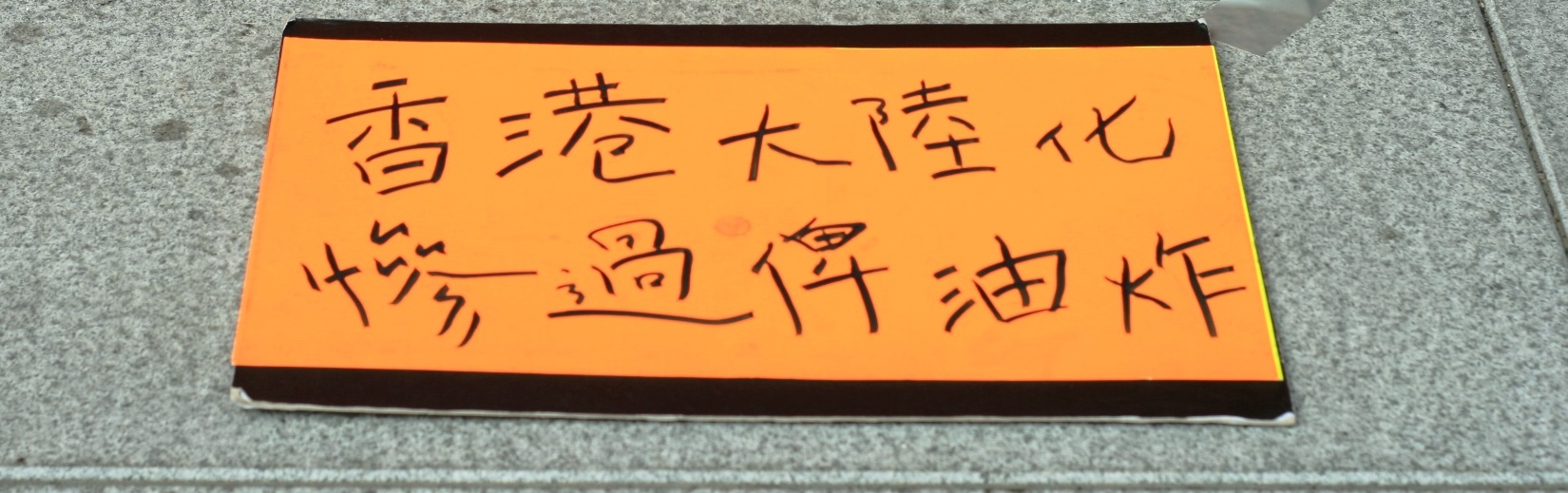
中環行人路上的抗議標語，「俾」同「被」

陳雲表示，中港矛盾不斷激化，主要是由於北京不斷開放陸客自由行，在教育方面企圖推行國民教育，抹殺港英殖民時期的歷史及制度，令很多香港人感到一國兩制變質。北京會將以前殖民政府留下的文明，或者殖民政府保存到一些華夏文化，例如廣東話的漢音及正體字，以及好的、文雅的公共用語、公共的中文或者英文，這些慢慢會當是前朝歷史，或者當作殖民地餘孽來掃除。甚至三權分立、司法獨立、人權法這些由殖民政府引入香港的現代東西，都會被當作外來的殖民霸權，慢慢淡忘，承接中國大陆的蘇維埃或者共產黨的體制。他表示，中共承諾卻不容許港人治港、香港擁有高度自治，因此預期未來中港矛盾將會激化。他說：如果香港人不反抗，國際社會不監察的話，是會走向一國一制，即是走向非法的中國大陆殖民統治，這個要看香港人能否覺醒及反抗，爭取普選及抗拒一切違反《香港基本法》的、中共的干預，因為香港的《基本法》寫得很明確，也算是相當好的一部小憲法、鬥爭或者抗爭的基礎其實是存在的。

## 評價
前全國政協委員劉夢熊曾將香港自治運動與台獨相提並論，認為香港自治運動是由美國駐港澳總領事楊甦棣暗示及策動，企圖把香港從中國分裂出去。
香港基本法委員會主任李飛在2016年11月對特區第五次釋法的記者會上表示，香港自古以來是中國一部分，所以主張港人民族自決本質上也是港獨。

## 參見

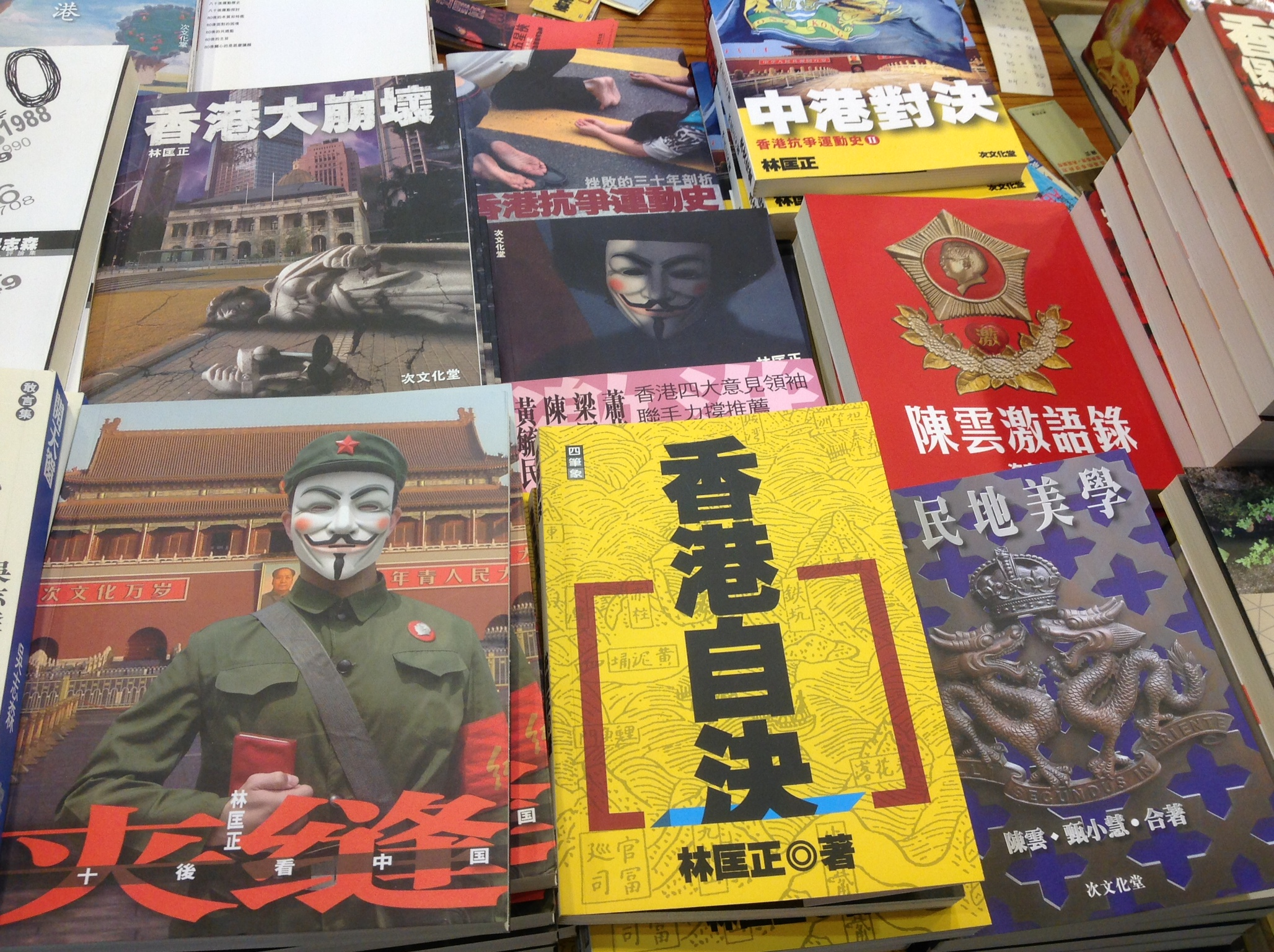
講述香港自決的書籍

## 組織
- 香港復興會
- 熱血公民
- 熱血時報

## 支持人士
- 陳云根
- 鄭松泰
- 鄭錦滿
- 黃洋達
- 張耀心
- 中出羊子

## 外部連結
- 香港城邦自治運動 （页面存档备份，存于） （中文）
- 香港自治運動 HKAM Facebook專頁